# 酒の穀田屋
酒の穀田屋（さけのこくだや）は、江戸時代、1700年代後半の仙台藩吉岡宿の篤志家、穀田屋十三郎（高平重三郎）の流れを汲む宮城県黒川郡大和町にある酒店である。

## 沿革
- 吉岡宿の衰退に心を痛めていた造り酒屋の穀田屋十三郎（1720年～1777年）は茶製造家の菅原屋篤平治（笠原篤平治[1]）と組んで、住民の貧困をなんとか救いたいという思いから、黒川郡の大肝煎[3]の千坂仲内[4]に相談を持ち掛けるなどして賛同を得、同志を募り、9名で小銭を蓄え、何度も藩への願い上げを重ね、台所事情の悪化していた仙台藩に1000両という大金を貸付けて、1773年頃から毎年その利子を受け取り、宿場のすべての人々に配分した[5]。
- 2012年（平成24年） 歴史家・磯田道史によって「無私の日本人」という江戸時代を生きた3人の人物の評伝で、そのうちの1人としての穀田屋十三郎が紹介された。

## オリジナル銘柄
- 純米酒「七ッ森の四季」720ml - 船形山系の伏流水を使用。山和酒造店へ醸造委託し販売を酒の穀田屋が行う[6]。

## アクセス
- 東北自動車道大和ICから吉岡方面へ約10分